# Fritz Schumacher
Fritz Schumacher (Bremen, 1869 - Hamburg, 1947) fou un arquitecte, urbanista i professor. La major part de les seves obres són a Hamburg a Alemanya.
El 1908 va ser nomenat director de la gerència de la construcció de la ciutat. El llavors burgmestre Johann Georg Mönckeberg va optar per a un perfil d'arquitecte-artista abans que un gestor. Tot i que va construir a Múnic, Leipzig i Dresden, és la ciutat d'Hamburg la que va impremtar més amb centenars d'escoles, edificis de despatxos, piscines, hospitals, el seu disseny urbanístic de barris i de places públiques, ponts... tot arreu. Va introduir l'estil de la nova objectivitat. Al barri de Veddel encara avui hi ha un conjunt quasi intacte segons les seves concepcions urbanístiques a l'entorn d'una plaça central amb l'escola pública com a peça mestre.
| «                         | Wir müssen uns immer mehr bewusst werden, dass es nicht eine private Sache ist, wenn man ein Bauwerk in eine Stadt stellt. | Hem de ser cada cop més conscients que no és una qüestió privada construir un edifici en una ciutat. | » |
| — Fritz Schumacher (1920) | | |   |

## Biografia

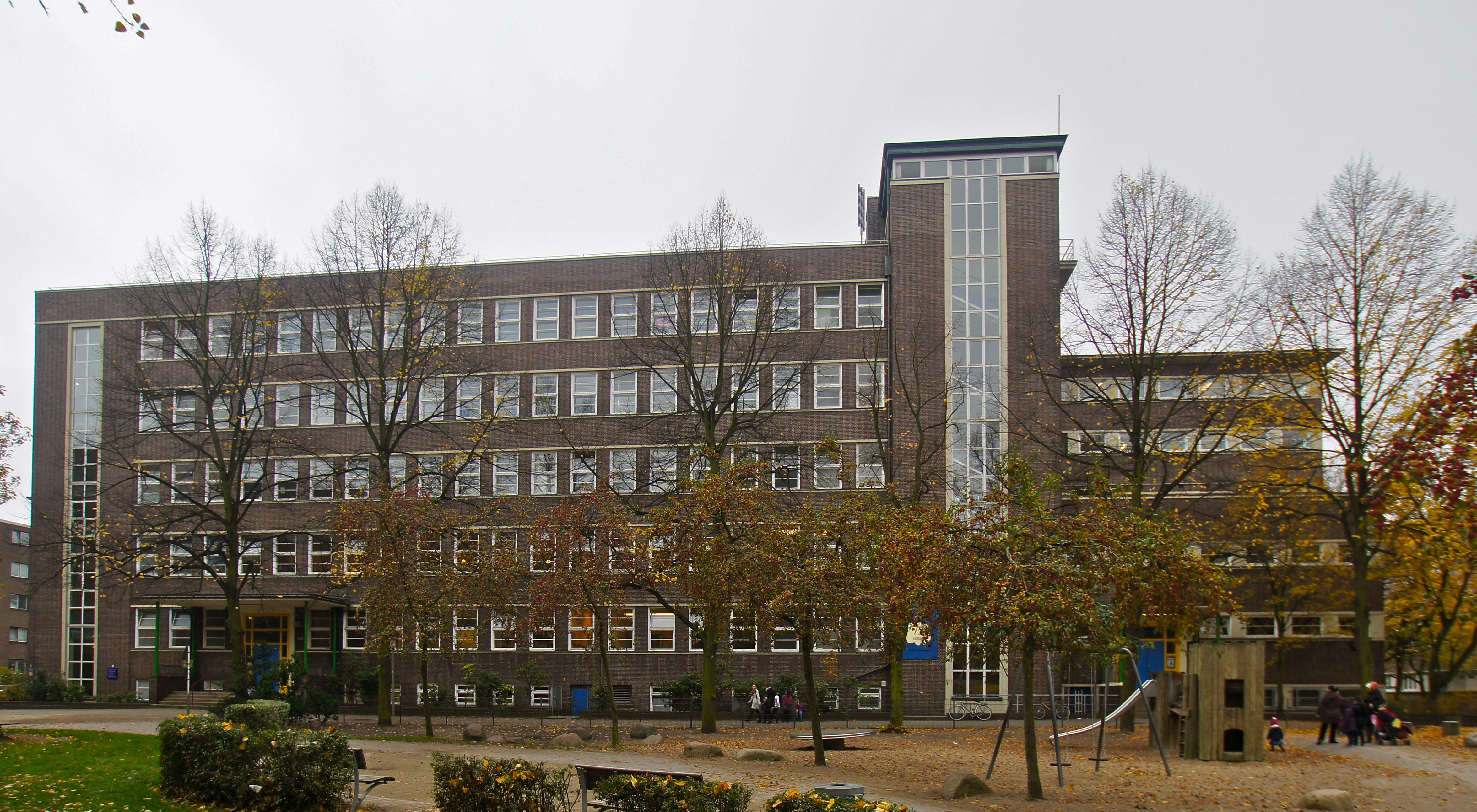
Escola pública, biblioteca i dispensari al barri de Veddel

Ix d'una família notable de Bremen. Son pare, Hermann Albert Schumacher, hi era síndic de la Cambra de Comerç i va ocupar una missió diplomàtica que va conduir el jove Fritz cap a Bogotà i Nova York. Quan tenia catorze anys, la família tornà cap a la seva ciutat natal. Va estudiar a l'Altes Gymnasium al qual es va lligar d'amistat amb el futur historiador Karl Ludwig Hampe.

### Múnic (1889-1896)
De 1889 a 1896 va estudiar a l'Escola superior tècnica de Múnic a Baviera, a l'inici va triar matemàtica i física fins que va trobar la seva vocació al departament d'arquitectura conduït per Friedrich von Tiersch. Va començar la seva carrera a Múnic, prop de l'arquitecte Gabriel von Seidl, que ja coneixia de pràctiques que havia fet durant els seus estudis. Va treballar amb Seidl sobre el projecte del Museu Nacional Bavarès. Seidl era un adepte de l'historicisme arquitectònic i li ensenyava com es podia integrar les formes històriques en una expressió contemporània. A aquesta època també es va trobar amb artistes i col·leccionistes, que van convèncer-lo de la importància de la col·loboració intensiva entre les arts plàstiques i l'arquitectura.

### Leipzig (1896-1901)
El 1896 va acceptar el càrrec de director de la gerència de l'urbanisme de la ciutat de Leipzig, on es va aliar amb adeptes del moviment de Lebensreform (literalment: reforma de la vida), un moviment d'oposició als excessos del materialisme de la industrialització i l'urbanització i una aspiració a una manera de viure més natural, un moviment precursor de l'ecologisme de la fi del segle xx. També es va trobar amb adeptes de l'avantguardisme i a poc a poc es va distanciar de l'historicisme. A tal punt que va escriure una peça de teatre Phantasien in Auerbachs Keller per il·lustrar el seu punt de vista dins la controvèrsia de la construcció de la nova casa de la vila de Leipzig durant la qual va entrar en conflicte amb el seu superior Hugo Licht, un aficionat de l'historicisme. El teatre sempre va ser una de les seves passions, al costat de l' activitat principal d'arquitecte.

### Dresden (1901-1909)
El 1901 va ser promogut professor a l'Escola tècnica superior de Dresden, un càrrec que va ocupar fins al 1909. El 1907, junt amb Hermann Muthesius, Friedrich Naumann i Henry van de Velde va crear el Deutscher Werkbund (DWB), una associació mixta d'arquitectes, artistes e industrials, fundada el 1907 a Múnic, una organització important dins la història de l'arquitectura moderna, i precursora del moviment Bauhaus.

### Hamburg (1909-1920)

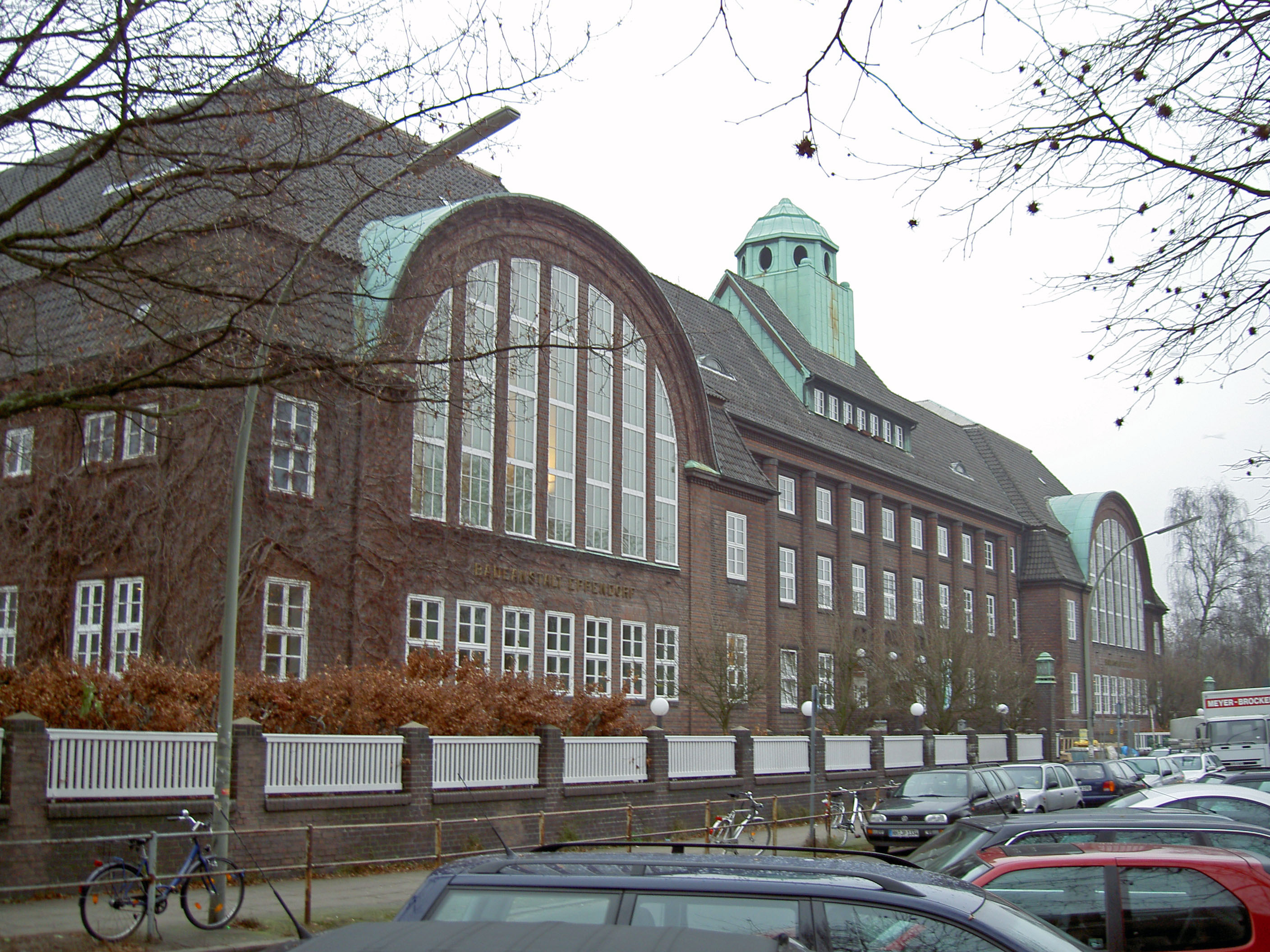
La piscina Holthusenbad a Eppendorf

Quan es va cercar un successor per Carl Johann Christian Zimmermann, va haver-hi una concurrència amb Albert Erbe, finalment Schumacher va obtenir el càrrec. Durant el primer període a Hamburg va realitzar, entre d'altres, l'Hamburgmuseum, el Tropeninstitut (el departament de malalties tropicals) de l'Hospital universitari, l'escola mitjana Johanneum, la piscina Holthusenbad i l'Escola d'art al carrer Lerchenfeld al barri d'Uhlenhorst.
Com a urbanista va acabar els plans de la Mönckebergstrasse, una avinguda central que havia de reemplaçar un antic barri d'una alta densitat de població, al qual semblava difícil millorar les condicions higièniques després de l'epidèmia de còlera que va tocar la ciutat a la fi del segle xix; el parc municipal Stadtpark, la canalització de l'Alster, la urbanització Fritz Schumacher a Langenhorn i la reconstrucció de la plaça Rathausmarkt davant la casa de la vila.

### Colònia (1920-1923)
Després de guanyar una competició va deixar Hamburg amb llicència per anar cap a Colònia com a urbanista, sota la direcció del llavors burgmestre Konrad Adenauer. Després de l'enderroc de les fortificacions, Schumacher va dissenyar la zona verda dels bulevards nous. El 1923 va tornar cap a Hamburg.
Hamburg (1923-1933)
Mentrestant va canviar d'estil i optar per a una concepció més senzilla. El més visible va ser l'abandó dels teulats inclinats reemplaçats per teulats plans. Quan va tornar a Hamburg, hi va esdevenir director de la gerència de l'urbanisme. Al seu servei tenia un centenar de persones, el que ho fa difícil estimar quina era la part seva en els plans de tots els edificis que es van construir quan ell era director.
El 3 de maig de 1933, després de la presa de poder del partit nazi, el nou govern el va acomiadar i Schumacher va haver de declarar, com era de costum en aquesta època, «la seva dimissió voluntària de tots els càrrecs oficials». El partit NSDAP el va reemplaçar per l'endollat Karl Köster.

### 1933-1947: Una vida discreta

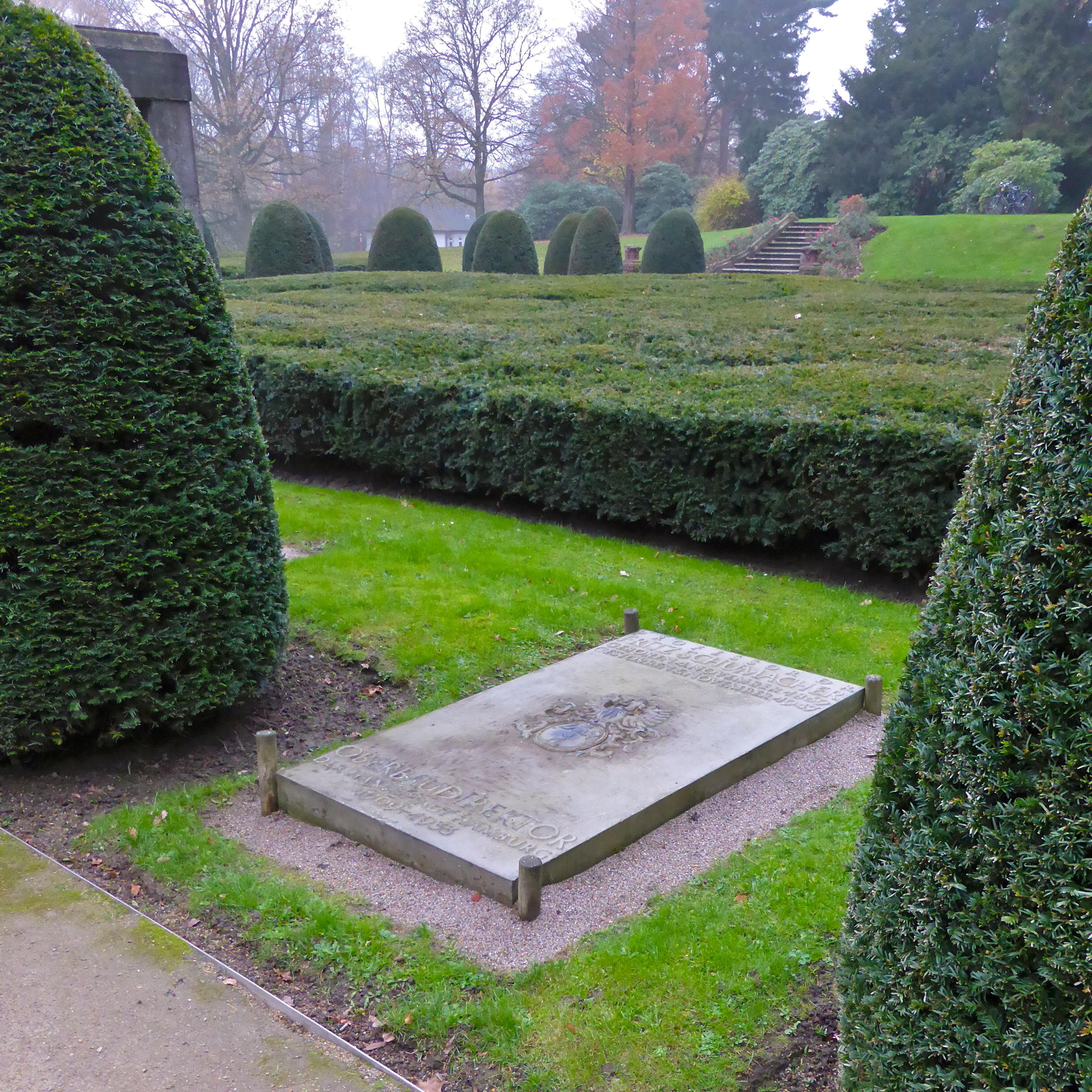
Tomba de Schumacher al cementiri d'Ohlsdorf

Després de demetre va conduir una vida discreta. Tot i això, va ser membre de la Reichsschrifttumskammer, el departament de control dels escriptors del Reichskulturkammer creat per Goebbels el 1933. El 1939 Hitler li va atorgar la Medalla Goethe per al seu 70è aniversari. El 1945 va donar una oració davant del parlament sobre la reconstrucció de la ciutat, de la qual quasi la meitat de les habitacions va ser destruïda durant l'operació Gomorra el juliol del 1943. Preconitzava reconstruir la ciutat mantenint el teixit urbà anterior, però no va ser seguit pels partidaris d'una ciutat nova, accessible per tot arreu amb cotxe. Marcat per la malaltia, la guerra i les privacions, de 1943 a 1947 va viure amb les seves dues germanes a la ciutat de Lüneburg.
Va morir el 5 de novembre del 1947 a un hospital d'Hamburg i va ser sebollit al cementiri d'Ohlsdorf.

## Obra escrita
- 1916, Grundlagen der Baukunst. Studien zum Beruf des Architekten
- 1919,  Die Kleinwohnung. Studien zur Wohnungsfrage [La casa petita: estudis sobre la qüestió de l'habitatge].  Leipzig: Quelle & Meyer.
- 1932,  Das Werden einer Wohnstadt [Esdevenir d'una ciutat per a habitar]. ISBN 3-7672-0866-0.
- 1935, Stufen des Lebens (autobiografia).
- 1948, Wandlungen im Bühnenbild Hamburger Theaterbücherei, tom 1.
- 1949  Selbstgespräche – Erinnerungen und Betrachtungen [Conversacions amb mi mateix: records i consideracions] (pdf).
- Der Geist der Baukunst Stuttgart/Berlin, editorial DVA.
- Das bauliche Gestalten [El disseny estructural]. ISBN 3-7643-2611-5.
- 1985,  Das Wesen des neuzeitlichen Backsteinbaues [L'essència de la moderna construcció amb maons]. facsímil 1985, p. ix-151. ISBN 978-3766707758.
- Wie das Kunstwerk Hamburg nach dem großen Brande entstand : ein Beitrag zur Geschichte des Städtebaus [Com es va néixer l'obra d'art d'Hamburg després del gran incendi. Una contribució a la història del desenvolupament urbà] (pdf).

## Obres

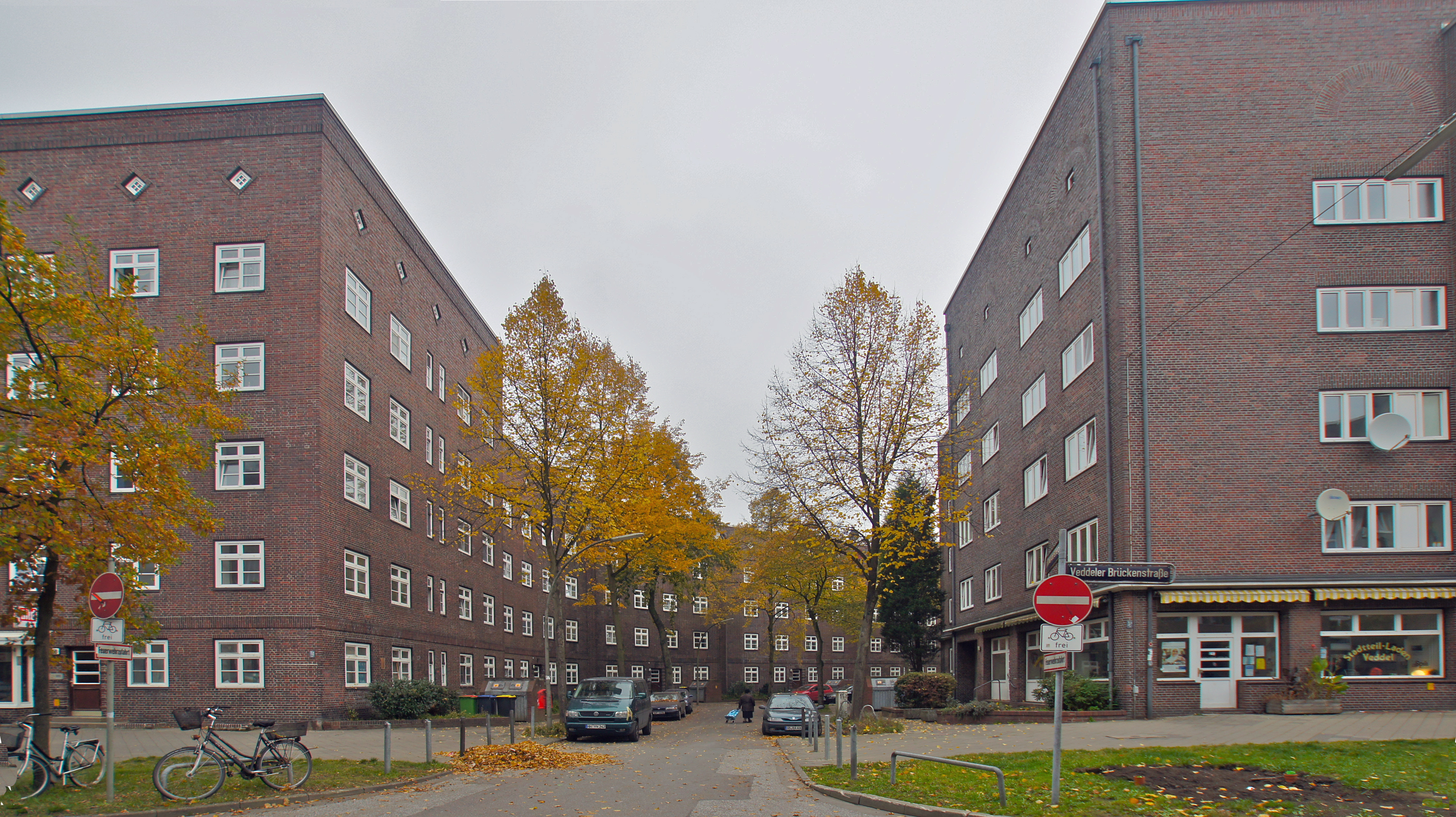
Carrer a Veddel
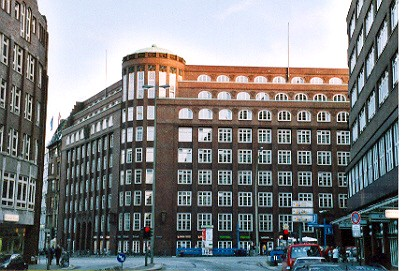
Gerència de finances al Gänsemarkt
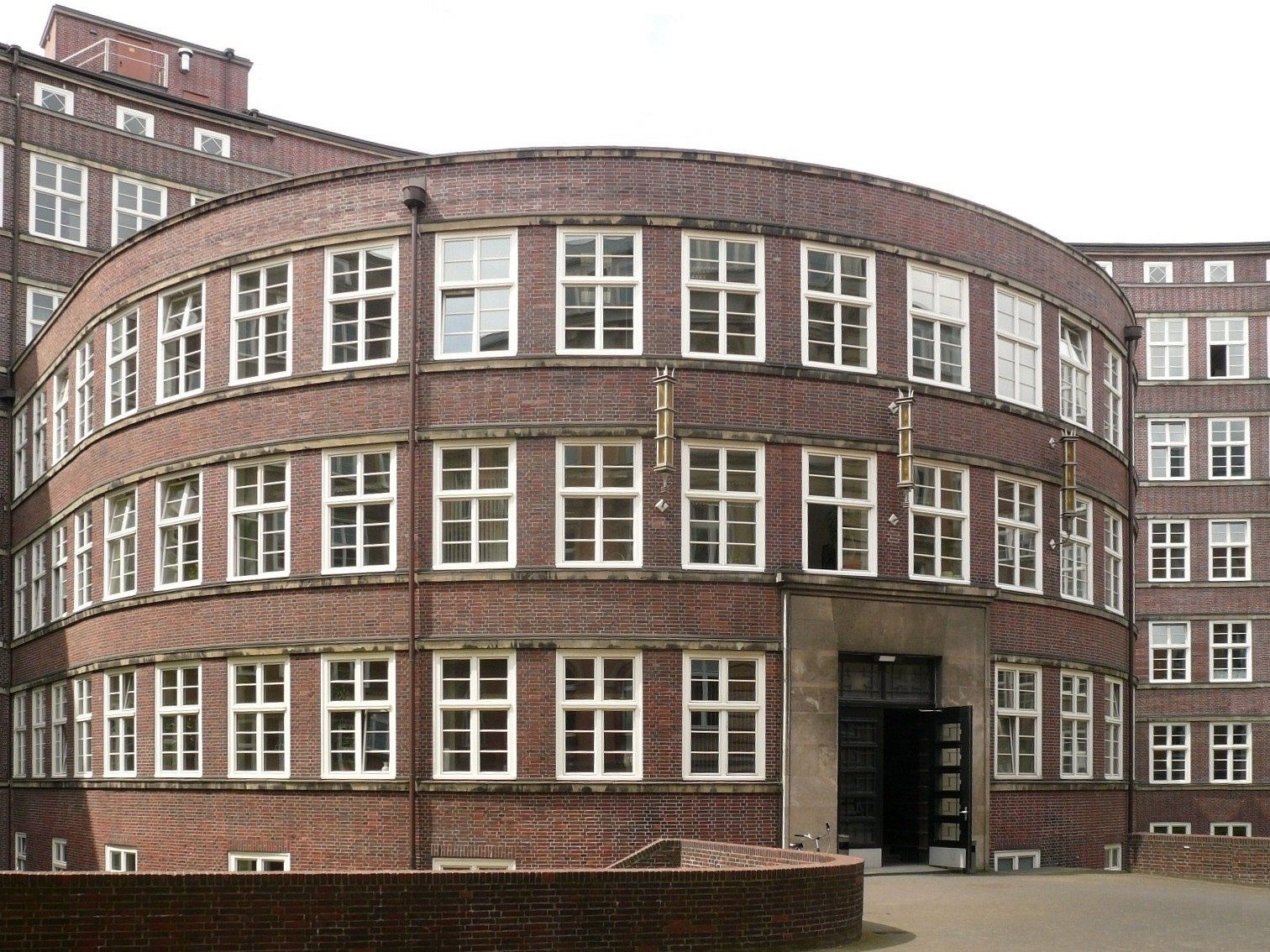
Eixample del tribunal
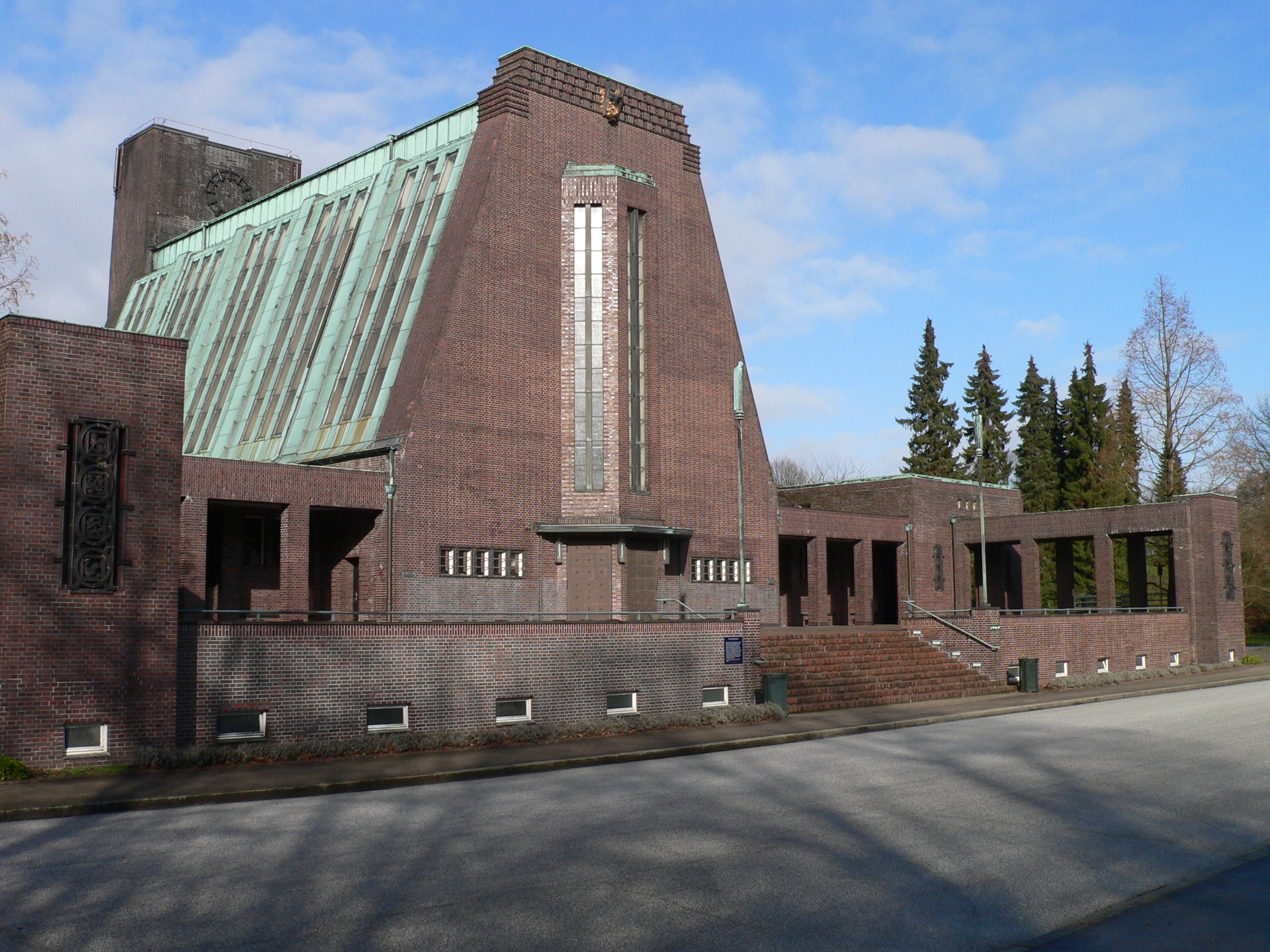
Crematori al cementiri d'Ohlsdorf
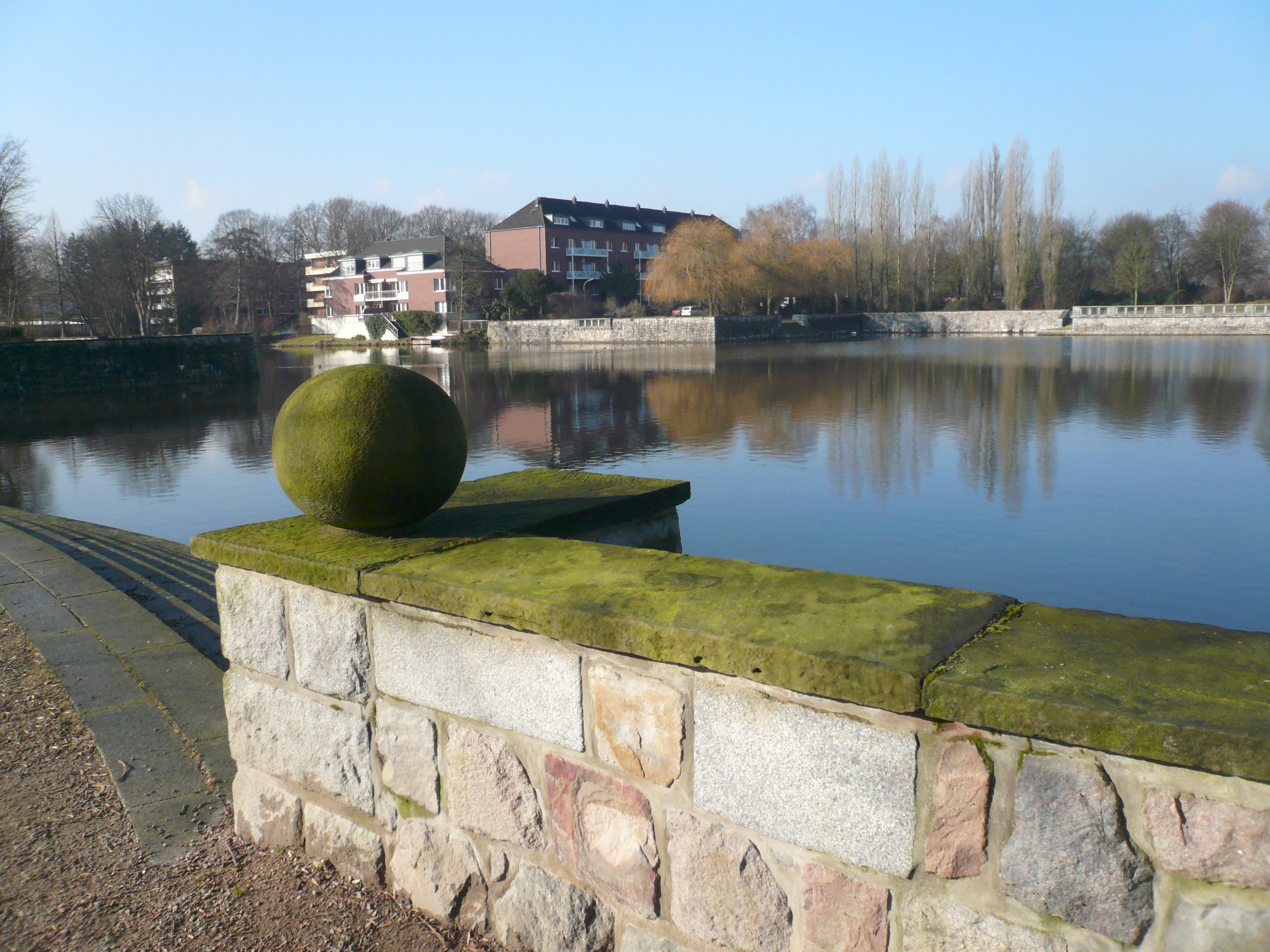
Canalització i passeig a l'Alster
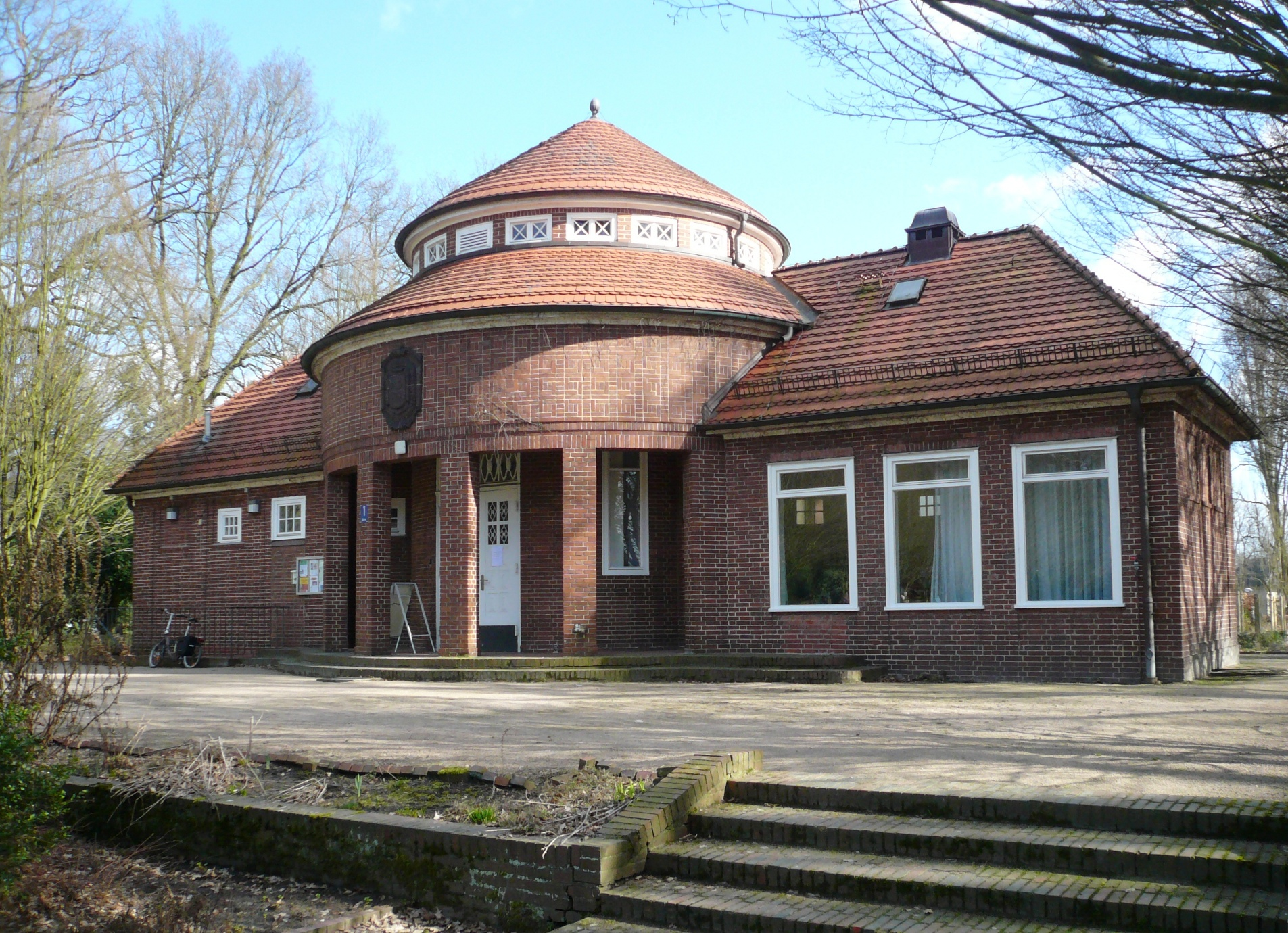
Cafeteria al Stadtpark (parc de la ciutat)
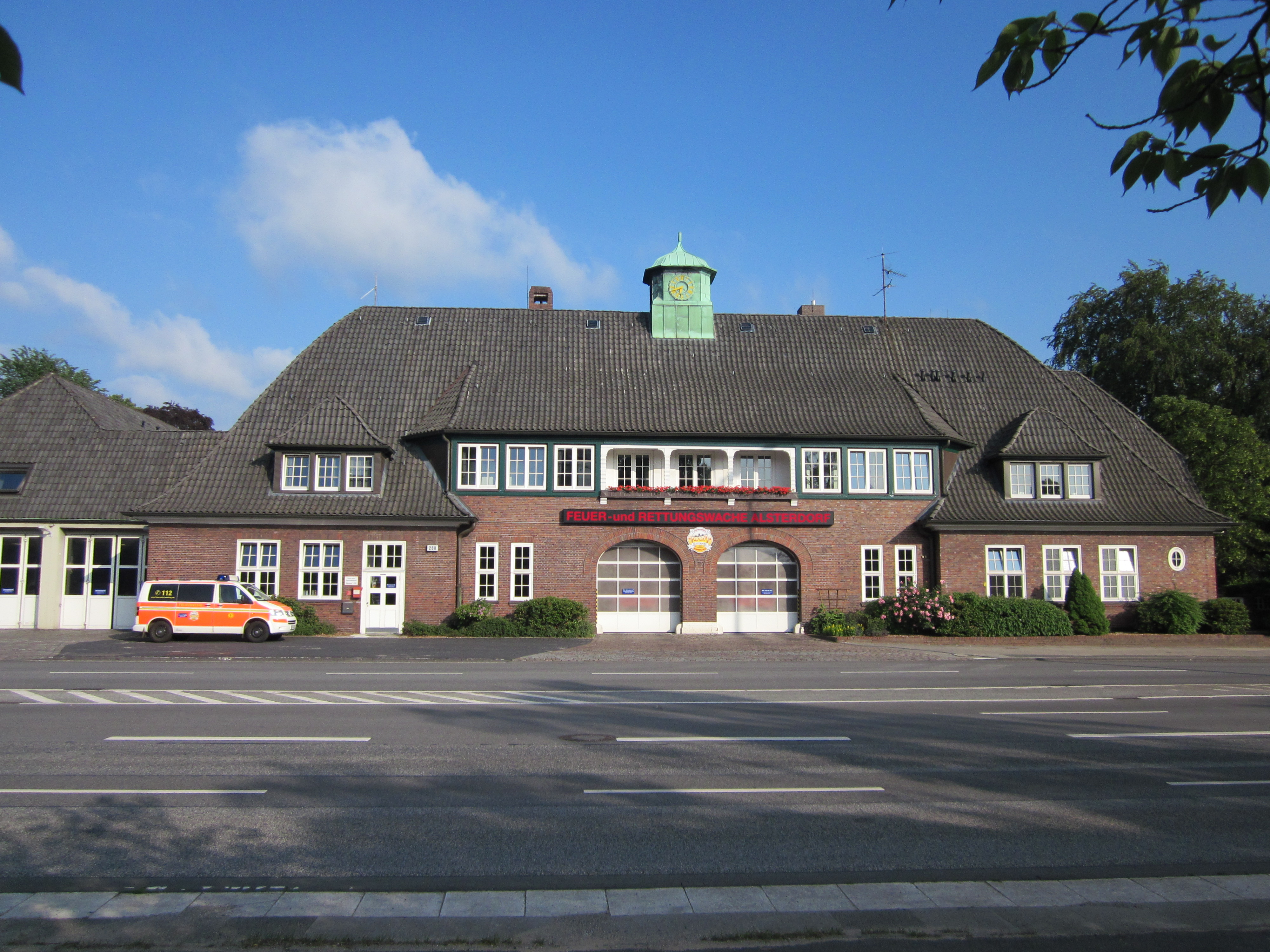
Caserna dels bombers d'Alsterdorf
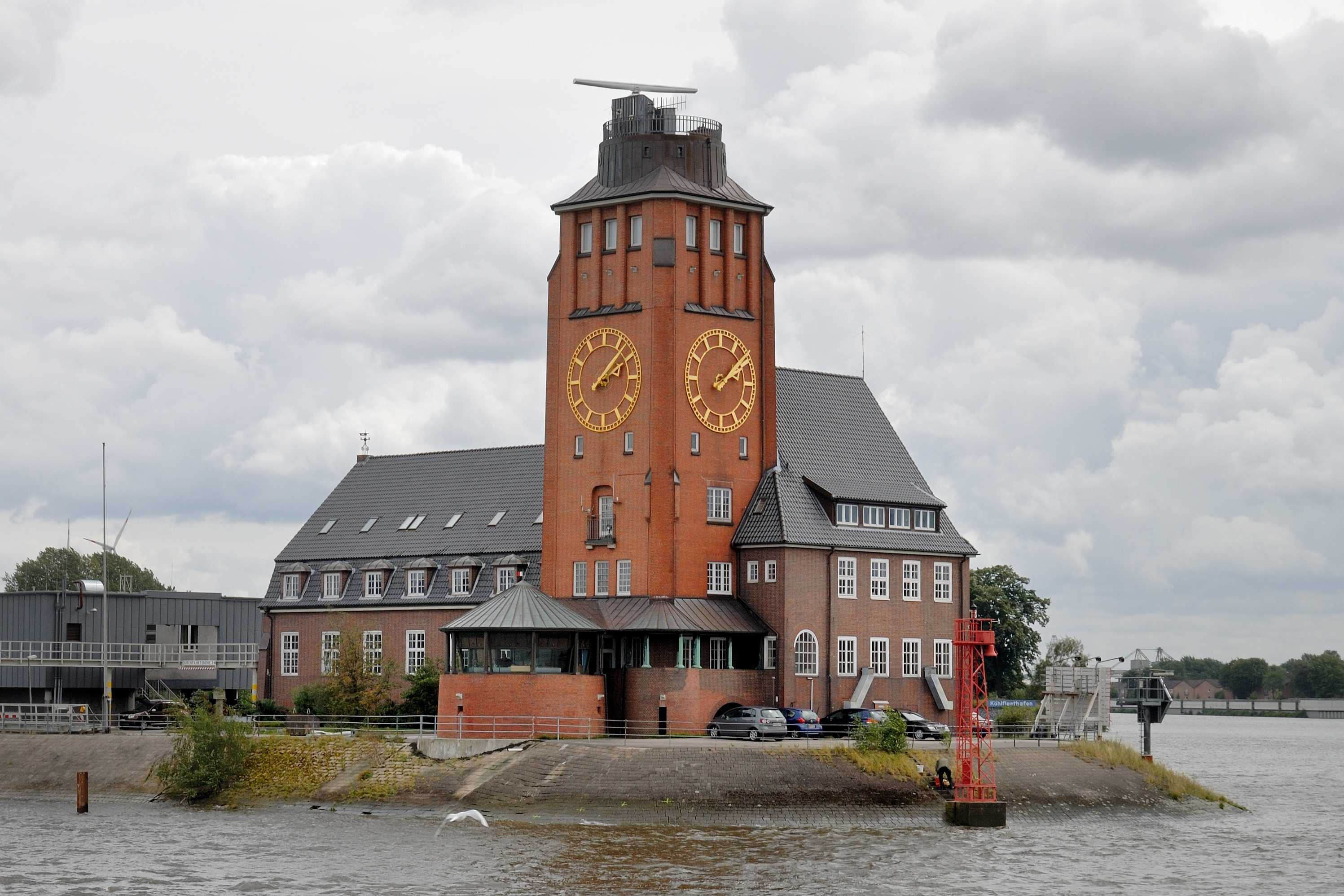
Casa dels pràctics Seemannshoeft al Köhlfleet a Waltershof